# Каменский машиностроительный завод (Украина)
Каменский машиностроительный завод (укр. Кам'янський машинобудівний завод) — машиностроительное предприятие в г. Каменка Каменского района Черкасской области Украины.

## История

### 1936—1991
Предприятие было создано в ходе индустриализации СССР в соответствии с вторым пятилетним планом развития народного хозяйства СССР как подшипниковый завод.
7 июля 1936 года Народный комиссариат тяжёлой промышленности СССР издал приказ за № 1131 «О строительстве ремонтно-подшипникового завода в здании бывшей спичечной фабрики в городке Каменка Киевской области с выпуском 1 млн 800 тыс. штук ремонтированных подшипников в год при трёхсменной работе».
8 марта 1941 года был издан приказ Народного комиссариата общего машиностроения СССР за № 149 о том, что Каменский подшипниковый завод Народного комиссариата среднего машиностроения СССР подчинить непосредственно Главтекстильмашу и впредь именовать в соответствии с характером его производства: «Государственный союзный Каменский механический завод».
В ходе боевых действий Великой Отечественной войны и в период немецкой оккупации (5 августа 1941 — 10 января 1944) предприятие пострадало, и в 1945 году одновременно с восстановлением началась реконструкция предприятия.
На завод поступали токарные станки с московского завода «Красный пролетарий», из Ленинграда, Саратова и Белоруссии, а также фрезерные станки Горьковского и Ереванского машиностроительных заводов, были направлены квалифицированные специалисты Московского и Ленинградского технологических институтов и Орловского машиностроительного техникума.
В 1946 году были введены в эксплуатацию литейный цех и заводская теплоэлектроцентраль, после чего завод начал выпуск оборудования для текстильной промышленности. В следующие годы объёмы и ассортимент выпускаемой продукции возрастали.
За 1951—1953 годы выпуск продукции увеличился в два раза, также заводом был освоен выпуск пяти новых видов машин и механизмов.
К началу 1960-х годов завод стал передовым предприятием, и за производственные достижения в 1962 году заводу было присвоено звание предприятия коммунистического труда и он был занесён в Книгу Почёта Черкасской области.
В 1967 году на заводе были сконструированы 11 образцов новых автоматов и насосов, а также освоено производство двух моделей уточных автоматов, за выдающиеся достижения завод был награждён памятным вымпелом Черкасского обкома КПСС, облисполкома и облкомитета ВЦСПС, а также присвоено почётное наименование «имени 50-летия Советской Украины». Кроме того, в этом же году для рабочих завода было построено общежитие.
В начале мая 1969 года завод первым из всех предприятий Черкасской области получил Государственный знак качества СССР (на выпускаемый шестерёнчатый насос), в декабре 1969 года Знак качества присвоили ещё двум образцам выпускаемой продукции, в 1970 году — четвёртому образцу.
В апреле 1972 года заводу было присвоено почётное звание «Предприятие высокой культуры производства».
В 1980 году основной продукцией завода являлось оборудование для текстильной и химической промышленности.
В марте 1983 года заводу было присвоено звание «Предприятие высокого качества продукции», в 1985 году завод освоил производство многопоточных насосов высокого давления.
В целом, в советское время завод входил в число ведущих предприятий города.

### После 1991
В мае 1995 года Кабинет министров Украины утвердил решение о приватизации завода, после чего государственное предприятие было реорганизовано в открытое акционерное общество.
В 2008 году контрольный пакет акций предприятия купила зарегистрированная на Кипре компания «Umbh Ukrainian Machine Building Holding Limited».

## Деятельность
Завод осуществляет разработку, внедрение и запуск в серийное производство новых изделий для различных отраслей промышленности.
На предприятии имеется инструментальное производство, возможности которого позволяют изготавливать режущий и измерительный инструмент, а также изготавливать штампы и пресс-формы сложной конфигурации с высокой точностью.

## Адрес
20800, Украина, Черкасская область, г. Каменка, ул. Героев Майдана, 40.